# Atherstone on Stour
Atherstone on Stour es una parroquia civil y un pueblo del distrito de Stratford-on-Avon, en el condado de Warwickshire (Inglaterra).

## Demografía
Según el censo de 2001, Alderminster tenía 59 habitantes (42,37% varones, 57,63% mujeres). El 11,86% eran menores de 16 años, el 81,36% tenían entre 16 y 74 y el 5,08% eran mayores de 74. La media de edad era de 41,94 años. Del total de habitantes con 16 o más años, el 27,45% estaban solteros, el 50,98% casados y el 19,61% divorciados o viudos.
35 habitantes eran económicamente activos, todos ellos empleados. Había 28 hogares con residentes y 6 vacíos.